# Taras Bulba (película de 2009)
Tarás Bulba (del ruso: Тарас Бульба) es una película histórica, basada en la novela Tarás Bulba de Nikolái Gógol. La película fue rodada en diferentes localizaciones de Ucrania tales como Zaporizhia, Jotýn y Kamianéts-Podilskyi así como en Polonia. Tras algunos retrasos fue finalmente estrenada el 2 de abril de 2009 para coincidir con el bicentenario de Gógol.  El original de la primera edición de 1835 no fue el utilizado, en favor de la edición del autor de 1842 (considerada más prorrusa).

## Controversia
La película fue parcialmente financiada por el ministerio ruso de Cultura y fue criticada en Ucrania por ser considerada propaganda política: "Recuerda un panfleto de Putin". Mientras que los personajes polacos de la película hablan polaco, los cosacos de Ucrania aparecen sólo hablando ruso.
El director Vladímir Bortko (él mismo de origen ucraniano, es miembro del Partido Comunista de la Federación Rusa y mantiene posiciones de acercamiento con Ucrania) ha declarado también que el mensaje de la película es mostrar que "no existe una Ucrania separada".
Declaró que: "Rusos y ucranianos somos el mismo pueblo y Ucrania es la parte sur de la región rusa. Ellos no pueden vivir sin nosotros y nosotros sin ellos. Hoy somos dos estados y también en el pasado hubo periodos en los que lo fuimos. La tierra ucraniana pertenecía al Gran Ducado de Lituania y a la Mancomunidad polaco-lituana. Pero el pueblo que habitó ambos territorios fue siempre el mismo. Gógol lo entendió y siempre escribió sobre ello." A este punto de vista característico del nacionalismo ruso se oponen fuertemente diferentes sectores de la sociedad ucraniana. En Rusia, hubo temores de que la película exacerbara los desacuerdos históricos con Ucrania.
La película fue también examinada cautelosamente en Polonia, donde el posible carácter antipolaco de la misma y sus elementos propagandísticos fueron ampliamente discutidos. A todo esto se suma el hecho de que los guionistas añadieron algunas escenas que mostraban la brutalidad polaca al original de Gógol
En 2014, la Agencia Estatal de Cine de Ucrania se negó a emitir certificado para la exhibición del film por considerar que muestra "eventos históricos distorsionantes y falsifica y desacredita la idea nacional ucraniana".